# Nyctemera virgo
Nyctemera virgo là một loài bướm đêm thuộc phân họ Arctiinae, họ Erebidae.